# Антіохійські собори
Антіохійські собори — узагальнююча назва помісних церковних соборів, проведених Антіохійською Церквою.

## Історія
Починаючи з трьох синодів, скликаних між 264 і 269 роками у справі Павла Самосатського, в Антіохії в стародавні часи було проведено понад тридцять соборів. Більшість із них стосувалися фаз аріанських і христологічних суперечок. Наприклад, у статті Католицької енциклопедії про Павла Самосатського сказано:
Слід вважати певним, що собор, який осуджував Павла, відхилив термін «гомоянізм»; але, природно, лише у хибному значенні, використаному Павлом; ні, мабуть тому, що він мав на увазі єдність Іпостасі в Трійці (як св. Іларій), а тому, що він мав на меті спільну субстанцію, з якої походять і Отець, і Син, або яку вона розділила між собою, — так святий Василій і святий Афанасій; але питання не зрозуміле. Дещо безбарвний компроміс, безсумнівно, виходив із партії Євсевія Нікомедійського і не виявився неприйнятним для більш майже ортодоксальних членів Синоду.
Найвідоміший скликався влітку 341 року на освячення Domus Aurea, і тому називається in encaeniis або ради посвячення. Присутні були майже сотня східних єпископів, але не був представлений єпископ Риму. Імператор Констанцій II був присутній особисто.

## Антіохійський синод 341 р
Собор затвердив три формули Символу віри. Незалежно від того, чи слід так звану «четверту формулу» приписувати продовженню цього Синоду чи наступному, але окремому зібранню того ж року, її мета така ж, як і у перших трьох; заперечуючи певні аріанські формули, він уникає ортодоксального терміну гомоянізм, який люто відстоював Афанасій Олександрійський і був прийнятий Першим Нікейським собором (Нікея I). Дещо безбарвний компроміс, безсумнівно, виходив із партії Євсевія Нікомедійського і виявився не неприйнятним для більш майже ортодоксальних членів Синоду.
Прийняті двадцять п'ять канонів регулюють так звану митрополичу конституцію церкви. Церковна влада належить головним чином митрополиту (згодом названому архієпископом) і провінційному синоду, що триває двічі на рік (див. Нікея I, канон 5), який він скликає і на якому він головує. Отже, повноваження сільських єпископів (хорієпископів) обмежуються, а пряме звернення до імператора заборонено. Вирок одного суду має поважатися іншими суддівськими органами такого ж рангу; повторний розгляд може відбуватися лише в органі, до якого регулярно подається апеляція. Без належного запрошення єпископ не може висвячувати чи будь-яким іншим чином втручатися у справи, що знаходяться за межами його належної території; він також не може призначити свого наступника. Покарання передбачені за відмову від святкування Великодня згідно з Нікейським указом, а також за вихід із храму до завершення Євхаристії.
Численні заперечення вчених минулих століть щодо канонів, що приписуються цьому собору, були детально викладені і, ймовірно, спростовані Гефеле. Канони були частиною Codex canonum, використаного в Халкедоні в 451 році, і знаходяться в пізніших східних і західних збірниках канонів.